# Списък на породи котки
Тук са показани всички породи на домашната котка, признати от Международната федерация по фелинология. Те се разпределят в четири групи: дългокосмести, полудългокосмести, късокосмести и ориенталски. Зад всяка порода има трибуквена номерация.

## Дългокосмести
- Персийска котка (PER)
- Екзотична котка (EXO)
- Колор-пойнт (персийски) (CLP)
- Стерлинг (персийски) (STE)
- Хималайска котка (HML)
- Чинчила (персийска) (CHI)

## Полудългокосмести
- Азиатска дългокосместа котка Тифани
- Американ кърл (дългокосмест)
- Американ кърл (късокосмест)
- Ангорска котка
- Екзотична късокосместа
- Йоркска шоколадова котка
- Кралска Аналостанка
- Мейн кун (Менска енотова)
- Невска карнавална котка
- Норвежка горска котка
- Пекинска котка
- Рагамъфин
- Регдол
- Свещена бирманска котка
- Сибирска котка
- Тифани (дългокосмена Бурма)
- Турски ван
- Хайленд-страйт
- Хайленд-фолд
- Шантили
- Шантили-Тифани

## Късокосмести
- Абисинска котка
- Абитабби (Аби-Табби)
- Австралийска котка Мист
- Азиатска късокосмена Бурма
- Азиатска опушена
- Азиатска табби
- Американска гладкокосместа
- Американска грубокосместа
- Американски бобтейл (дългокосмест)
- Американски бобтейл (късокосмест)
- Американски курихаари (дългокосмест)
- Американски курихаари (късокосмест)
- Белоножка Сноу Шу
- Бенгалска котка
- Бомбайска котка
- Бохемски рекс
- Бразилска късокосмена
- Британска късокосместа
- Бурманска котка
- Бурмила
- Герман рекс
- Девон рекс
- Донски сфинкс
- Европейска котка
- Египетска мау
- Калифорнийска тигрова котка
- Канадски Пикси Боб
- Карелски бобтейл
- Кенийска горска котка (Соукок)
- Кимрик
- Корат
- Корниш рекс
- Курилски бобтейл (дългокосмест)
- Курилски бобтейл (късокосмест)
- Ла Перм
- Леопардета (Усури)
- Малайска котка
- Мандарин
- Манкс
- Манчкин
- Мексиканска гола котка
- Нибелунг
- Оцикет
- Руска синя котка
- Савана
- Сафари
- Селкърк Рекс
- Серенгети
- Сингапурска котка
- Сомали
- Сфинкс (канадски)
- Тойгър
- Уелска котка Карлин Бобтейл
- Уралски рекс
- Френска котка Звездни очи
- Чаузи (Шоузи)
- Шартрьо
- Шотландска клепоуха
- Шотландски Страйт
- Шотландски Фолд
- Японска котка Ми Кей
- Японска котка Пийнат
- Японски бобтейл

## Ориенталски
- Балийска котка (BAL)
- Груня (GRN)
- Ебони (EBN)
- Ориенталска котка (дългокосместа) (OLH)
- Ориенталска котка (късокосместа) (OSH)
- Петерболд (PEB)
- Сейшелска котка (дългокосместа) (SYL)
- Сейшелска котка (късокосместа) (SYS)
- Си-кун (SIC)
- Сиамска котка (SIA)
- Скиф-той-дон (Той-боб) (STD)
- Тайска котка (THA)
- Тайски бобтейл (TBT)
- Тонкинска котка (TOI)
- Фростпойнт (FRP)
- Хавана (HAB)
- Хавана браун (HBR)
- Цейлонска котка (CEY)
- Яванска котка (Яванез) (JAV)